# Últimas imágenes del naufragio
Pour plus de détails, voir Fiche technique et Distribution.
Últimas imágenes del naufragio est un hispano-argentin réalisé par Eliseo Subiela, sorti en 1989.

## Synopsis
Roberto, vendeur d'assurances, rêve de devenir écrivain. Il fait la rencontre d'Estela, une jeune fille aux tendances suicidaires.

## Fiche technique
- Titre : Últimas imágenes del naufragio
- Réalisation : Eliseo Subiela
- Scénario : Eliseo Subiela
- Photographie : Alberto Basail
- Montage : Marcela Sáenz
- Musique : Pedro Aznar et Catulo Castillo
- Costumes : Trinidad Muñoz Ibáñez
- Pays d'origine :  Argentine |  Espagne
- Langue : espagnol
- Format : Couleurs - 35 mm - 1,66:1 - Dolby
- Genre : Film dramatique
- Durée : 131 minutes
- Dates de sortie :
  -  Canada : 4 septembre 1989 (Festival des films du monde de Montréal) / 9 septembre 1989 (Festival international du film de Toronto)
  -  Allemagne de l'Ouest : 13 février 1990 (Berlinale)
  -  Argentine : 5 avril 1990

## Distribution
- Lorenzo Quinteros : Roberto
- Noemí Frenkel : Estela
- Hugo Soto : Claudio
- Pablo Brichta : José
- Andrés Tiengo : Mario
- Sara Benítez : la mère
- Alicia Aller : la femme
- Alfredo Stuart : Cristo

## Récompenses et distinctions

### Récompenses
- Festival international du nouveau cinéma latino-américain de La Havane 1989 : Grand Corail du meilleur film, Corail de la meilleure actrice pour Noemí Frenkel
- Festival des films du monde de Montréal 1989 : meilleur scénario, mention spéciale du prix FIPRESCI, mention spéciale du prix du jury œcuménique

- Cóndor de Plata 1991 : meilleur film, meilleur réalisateur, meilleure actrice pour Noemí Frenkel, meilleur acteur dans un second rôle pour Pablo Brichta, meilleure révélation féminine pour Sara Benítez, meilleure révélation masculine pour Andrés Tiengo, meilleure scénario et meilleure musique